# Caputxí de Panamà
El caputxí de Panamà (Cebus imitator) és un mico del Nou Món de la família dels cèbids.
Es troba a Centreamèrica i a Sud-amèrica així com al sud de l'Argentina. A Centreamèrica, normalment ocupen els boscos humits del Carib a la costa de Costa Rica i Panamà i als boscs caducifolis secs de la costa de l'oceà Pacífic.

## Característiques

### Característiques físiques
És negre o marró amb taques blanques a la cara, coll i pit. La llargada del cap fins a la base de la cua és de 32 a 48 cm i la seva cua és aproximadament igual de llarga que el cos cos (34 a 48 cm). El pes oscil·la entre 1,4 i 3,4 kg.
El caputxí té pèl a tot el cos, uns polzes ben definits i una cua semiprènsil moltes vegades enrotllada al seu extrem.

### Comportament
Com la majoria dels Micos del Nou Món són animals dïurns i viuen als arbres. El seu comportament es basa en la cerca de menjar durant el dia i a la nit dormen als arbres, entre les branques.
Aquests animals no necessiten grans requeriments pel que fa a l'hàbitat per tant, es troben en diferents àrees.

## Alimentació
El caputxí és bàsicament omnívor, principalment s'alimenta de fruites i insectes. Normalment troben els aliments a l'escorça dels arbres, a les fulles, trencant branques mortes o utilitzant pedres per trencar fruits durs. A més, la seva cua semi-prènsil li permet buscar i agafar aliments dels arbres més fàcilment.
El 20% dels aliments que consumeix són d'origen animal, el 65% són fruits i un 15% són vegetals.
Com es veu, gran part de la seva dieta es basa en les fruites, i entre elles les més consumides són de la família de les Moraceae, Anacardiaceae, Leguminosae, Rubiaceae, Arecaceae i Sapindaceae. Abans de consumir-les, comproven la seva maduresa a través de l'olor, el tacte o directament trencant-les, finalment només menjen aquelles fruites que són madures.
El seu pic d'activitat alimentària diaria es du a terme de les 5 a les 9 del matí i de les 3 a les 5 de la tarda.

## Hàbitat
El caputxí normalment viu en grups de 10-30 individus dins del bosc, tot i que fàcilment es poden adaptar al llocs on viuen els humans.
Normalment, un mascle domina el grup i té el dret d'aparellar-se amb totes les femelles del grup. Tanmateix, el grup està encapçalat tant per un mascle alfa i una femella alfa.
Aquests, són animals territorials, marquen un territori gran on puguin trobar prou menjar per alimentar a tot el grup. Així marquen el territori amb orina i defensant-ho dels intrusos.
Cebus imitator es troba a Centreamèrica i Sud-amèrica així com al sud de l'Argentina. A Centreamèrica, normalment ocupen els boscos humits del Carib a la costa de Costa Rica i Panamà i als boscs secs de fulla caduca de la costa de l'oceà Pacífic.

## Reproducció
El caputxí té un sistema de reproducció poligàmic. El mascle s'aparella amb múltiples femelles. Tot i que el mascle alfa no monopolitza la reproducció al grup és qui engendra la majoria de cries del grup. En algunes ocasions, la femella també es pot aparellar amb diversos mascles.
Els naixements es produeixen normalment del desembre a l'abril, ja que l'època fèrtil de la femella és 5-6 mesos abans. L'aparellament es dona després de persecucions i crits entre femella i mascle. Finalment la còpula dura uns 2 minuts.
La gestació, dura entre 5 i 6 mesos. Normalment només es dona a llum una única cria però també pot haver-hi bessons ocasionalment.
La cría es carrega a l'esquena de la mare durant 6 setmanes des del seu naixement. Cap al terecer mes comença a separar-se de la mare en diferents moments fins que acaba sent independent. El caputxí presenta abundants cures parentals, no només la mare, sinó tant mascles com femelles s'encarreguen de la cura de les cries normalment durant 4-6 mesos.
Els caputxins, com altres micos, maduren lentament arribant a la seva maduresa sexual als 3 anys amb una mitjana de 7 anys per la primera concepció i un interval de parts d'uns 26 mesos. Per altra banda, la maduresa sexual dels mascles és més lenta i no arriba fins als 10 anys de vida. Els caputxins tenen un llarg període de vida degut a la seva mida, el registre més llarg de vida del caputxí ha arribat als 54 anys tot i que la vida normal és entre 15 i 25 anys i de 45 anys en captivitat.

## Relació amb humans i altres animals

### Relació amb humans
El caputxí és un tipus de mico llest i fàcil d'entrenar i que fins i tot avui en dia s'ha adaptat a la convivència amb humans. Els caputxins han esdevingut en animals de companyia, com a aliment per les persones locals i fins i tot com a atracció.
Des de llavors, l'índex reproductiu del caputxí s'ha adaptat a aquest nou entorn i tot i que no ha suposat un efecte negatiu es creu que en un futur la fragmentació del hàbitat pot ser una amenaça.

### Relació amb altres animals
Respecte la relació amb altres animals, els depredadors habituals del caputxí són: jaguars, pumes, jaguarundis, coiots, tairas, serps, cocodrils i ocells de presa.
El caputxí, a més, de vegades interacciona amb altres espècies de micos de Sud-amèrica. Normalment el caputxí interacciona amb el mico aranya, pot viatjar amb ell però fins i tot hi poden haver baralles agressives entre ells. De vegades també es troben interaccions amb l'anomenat mico aullador sobretot entre els més joves, tot i així, aquestes interaccions són poc freqüents.
Per altra banda, els caputxins de vegades també viatgen i s'alimenten juntament amb les Mones esquirol de Sud-amèrica però rarament ho fan amb les mones esquirols de Centreamèrica a causa de la distribució heterogènia dels aliments i les diferències alimentàries entre aquest segon grup i el caputxí.

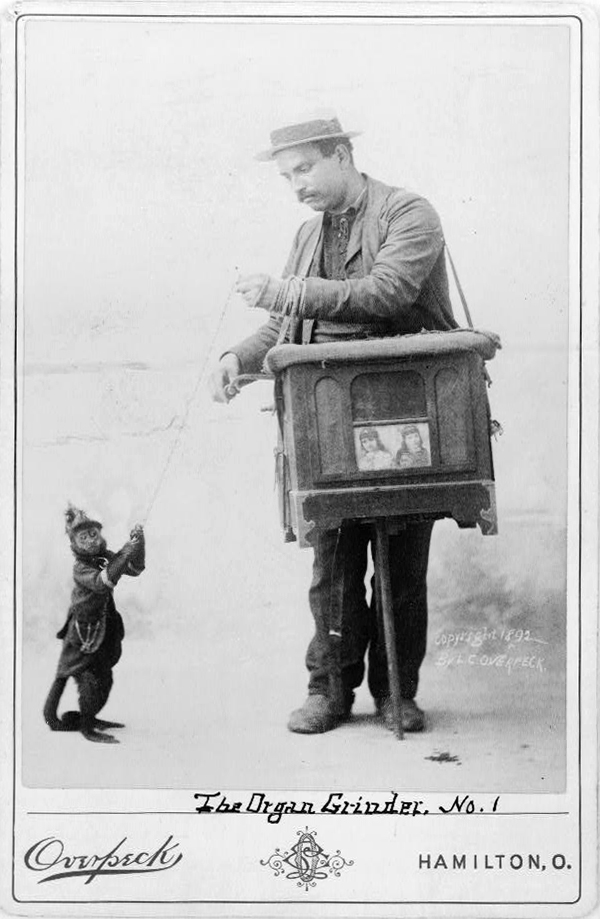
Organiller amb el seu caputxí al

## Intel·ligència
El caputxí és considerat un dels micos més intel·ligents entre els micos del nou món. Ha estat objecte d'estudis d'intel·ligència.
Així doncs, el caputxí utilitza la seva intel·ligència per trobar aliments difícils de trobar i per utilitzar eines per obtenir el menjar. També, el caputxí utilitza altres estratègies per tal d'evitar la infecció amb paràsits com per exemple fregar-se amb plantes i fruits, a més això li aporta marques d'olor. Un altre ús de les eines, és la defensa contra animals, comunament contra les serps de les quals es defensa amb pals .
Tot i que l'ús d'eines pel caputxí de cap blanc té potser el més extens i més freqüent ús en comparació amb els altres caputxins gràcils, el seu ús d'eines és considerablement inferior a la dels caputxins bruns, especialment el caputxí copetudo.
La intel·ligència del caputxí de cap blanc i la capacitat d'utilitzar eines els permet ser entrenats per ajudar a persones paraplègiques. Els caputxins de cap blanc també poden ser entrenats per a papers a la televisió i les pel·lícules, com Marcel a la sèrie de televisió Friends i també van ser utilitzats tradicionalment com micos organiller.

## Conservació
És considerat com a espècie de «risc mínim» des del punt de vista de conservació de la UICN. No obstant això, els seus números es veuen afectats pel fet que de vegades es captura pel mercat de mascotes. El seu estat també pot ser danyat per la desforestació. No obstant això, la desforestació també pot afectar el seu principal depredador, l'àguila harpia, més del que impacta directament en el caputxí de cap blanc, i així successivament una desforestació no és tan perjudicial per a l'estat del caputxí.
Es pot adaptar a la fragmentació del bosc millor que altres espècies per la seva capacitat de viure en una àmplia varietat de tipus de boscos i explotar una àmplia varietat de fonts alimentàries. El caputxí és important per als seus ecosistemes com un dispersor de llavors i el pol·len. També incideix l'ecosistema pel consum d'insectes que actuen com a plagues a certs arbres, fent que es generin més arbres i fruits.